# Калинец, Игорь Миронович
И́горь Миронович Калине́ц (укр. Ігор Миронович Калинець; 9 июля 1939, Ходоров, Львовское воеводство, Польша — 28 июня 2025, Львов, Украина) — украинский поэт, бывший диссидент и политзаключённый, общественный и политический деятель.

## Биография
Игорь Калинец родился в Ходорове (ныне Львовская область, Украина). В 1956—1961 годах учился во Львовском университете на филологическом факультете. По окончании университета работал старшим научным сотрудником в областном архиве. В 1966 году был издан его единственный в советское время сборник стихов «Огонь Купала».
За участие в диссидентском движении 15 ноября 1972 года был приговорён к 6 годам колонии строгого режима и 3 годам ссылки. Отбывал срок в Пермской области (колонии «Пермь-35», «Пермь-36» и «Пермь-37»). После возвращения во Львов стал работать в библиотеке им. В. Стефаника АН УССР.
Его поэзия, в частности, 9 сборников объединены в цикл «Пробуждённая муза», 6 сборников — в цикл «Невольничья муза». Пишет также стихи для детей, из которых было составлено несколько книг, разошедшихся не только на Украине, но также и в странах со значительным количеством украиноязычного населения (Россия, Казахстан, Канада, США, Аргентина, Польша). Его книгу «Небылицы про котика и кицю» иллюстрировала украинская художница Виктория Ковальчук в 2005 году.
Известен своими критическими высказываниями в адрес Русского культурного центра во Львове, который в 2016 году был обвинён в антиукраинской пропаганде: 28 декабря следователи управления Службы безопасности Украины во Львовской области открыли уголовное производство по признакам разжигания национальной розни в газете львовского Русского культурного центра «Русский вестник».
Жена — поэтесса Ирина Стасив-Калинец.
Умер 28 июня 2025 года в возрасте 85 лет во Львове.

## Награды
- Орден Свободы (10 июля 2009 года) — за гражданское мужество в отстаивании идеалов свободы и справедливости, плодотворную литературную деятельность[7]
- Орден князя Ярослава Мудрого IV степени (22 августа 2016 года) — за значительный личный вклад в государственное строительство, социально-экономическое, научно-техническое, культурно-образовательное развитие Украины, особые трудовые достижения и высокий профессионализм[8]
- Орден князя Ярослава Мудрого V степени (17 марта 2008 года) — за значительный личный вклад в развитие национальной культуры, весомые творческие достижения и высокий профессионализм и по случаю Всеукраинского дня работников культуры и любителей народного искусства[9]
- Государственная премия Украины имени Т. Г. Шевченко за книгу избранных стихотворений «Тринадцать алогий» (1992)
- Премия фонда Антоновичей (1997)
- Премия имени И. Франко (1977) — учреждена украинской диаспорой в Чикаго
- Премия имени В. С. Стуса (1992)